# Rikard Nordstrøm
Rikard Hannibal Wilhelm Nordstrøm, född 23 april 1893, död 7 februari 1955, var en dansk gymnast.
Nordstrøm tävlade för Danmark vid olympiska sommarspelen 1912 i Stockholm, där han var med och tog brons i lagtävlingen i fritt system. 